# Aspidosiphon rhyssapsis
Aspidosiphon rhyssapsis är en stjärnmaskart som beskrevs av Diesing 1859. Aspidosiphon rhyssapsis ingår i släktet Aspidosiphon och familjen Aspidosiphonidae. Inga underarter finns listade i Catalogue of Life.